# Mendefera
Mendefera (în trecut Adi Ugri)  este un oraș  în  partea de sud a Eritreei,  centru administrativ al regiunii  Debub.